# João Manuel de Jesus Brito
João Manuel de Jesus Brito, (São Brás de Alportel, Faro 28 de Janeiro de 1940)  é um ciclista de Portugal. Em 1964 ganhou duas etapas da Volta a Portugal no mesmo dia, Beja-Tavira e o contra relógio individual de Tavira, sendo um recorde do ciclismo nacional que todavia prevalece.

## Equipas
- 1958, Águias de Alpiarça, Portugal
- 1959–1960, Sport Lisboa e Benfica, Portugal
- 1963–1965, Águias de Alpiarça, Portugal

## Palmarés
- Campeão Regional de Perseguição em 1962.
- 17.º lugar na Volta a Portugal de 1962.
- 1.º lugar no Circuito de Alenquer, Alenquer, Portugal em 1963.
- 1.º lugar no Circuito da Malveira, Malveira Portugal em 1963.
- Venceu duas etapas da Volta a Portugal em 1964.[2]